# مایک جان
مایک جان (انگلیسی: Mike John؛ زاده ۱۷ ژانویهٔ ۱۹۶۶) یک بازیگر پورنوگرافی اهل ایالات متحده آمریکا است.